# آزاد گاسپاریان
آزاد نیکولی گاسپاریان (ارمنی: Ազատ Նիկոլի Գասպարյան؛ انگلیسی: Azat Gasparyan؛ ۱۳ اوت ۱۹۴۳ – ۲ اوت ۲۰۱۳) یک بازیگر اهل ارمنستان بود. 

## زندگی‌نامه
وی در ۱۳ اوت ۱۹۴۳ در ایروان زاده شد و از آکادمی دولتی هنرهای زیبای ارمنستان فارغ‌التحصیل شد. وی همچنین برندهٔ جوایزی همچون شهروند افتخاری ایروان (۲۰۰۵)، هنرمندی مردمی جمهوری ارمنستان (۲۰۱۰)، مدال ویلیام سارویان (۲۰۱۰) و مدال موسس خورناتسی (۲۰۰۹) شده‌است. وی در ۲ اوت ۲۰۱۳ در سن سالگی در مرکز پزشکی نائیری ایروان درگذشت.

## گزیده فیلمشناسی
از فیلم‌ها یا برنامه‌های تلویزیونی که وی در آن نقش داشته‌است می‌توان به آثار زیر اشاره کرد.
- چشمه هغنار (فیلم) (۱۹۷۰)
- ستاره امید (۱۹۷۸)
- ترانه ایام گذشته (۱۹۸۲)
- تانگوی کودکی ما (۱۹۸۴)
- حیاط ما (۱۹۹۷)